# Lãnh binh Tòng
Lãnh binh Tòng (? - ?) tên thật là Đặng Văn Tòng; là võ quan nhà Nguyễn, và là một chỉ huy trong phong trào kháng Pháp ở nửa sau thế kỷ 19 tại Tây Ninh, Việt Nam.

## Tiểu sử
Ông là người Bình Định, theo cha vào Nam, đến cư ngụ ở Bình Dương (thuộc phủ Gia Định), sau qua Trảng Bàng (nay thuộc Tây Ninh) khai phá, rồi cùng với các dòng họ khác lập nên làng Gia Lộc (phường Gia Lộc, thị xã Trảng Bàng ngày nay).
Ngày 12 tháng 2 năm 1859, thực dân Pháp đánh chiếm thành Gia Định. Năm 1860, vua Tự Đức sung chức Gia Định Quân thứ cho tướng Nguyễn Tri Phương, để cùng Tham tán đại thần Phạm Thế Hiển trông coi việc quân sự ở miền Nam. Đầu năm 1861, lúc bấy giờ Đặng Văn Tòng đang giữ chức Lãnh binh  trong quân đội nhà Nguyễn, nhận lệnh của tướng Nguyễn Tri Phương đem quân đến bảo vệ Đại đồn Chí Hòa. Mặc dù ra sức chống giữ, song tối ngày 25 tháng 2 năm ấy, Đại đồn Chí Hòa thất thủ.
Để tiếp tục chiến đấu, Lãnh Binh Tòng cho quân lui về Trảng Bàng. Đến khi quân Pháp tổ chức tấn công nơi ấy, nghĩa quân của ông cùng nhân dân địa phương kháng cự quyết liệt, nhưng vì quân ít thế cô, ông phải rút chạy vào rừng Tha La (Trảng Bàng). Sau đó, quân Pháp dùng mưu chước bắt được ông, rồi đày đi Guyane thuộc Pháp ở Nam Mỹ. Về sau, Lãnh Binh Tòng mất tại đó .
Ghi công, hiện nay ở huyện Trảng Bàng có con đường mang tên ông.